# Giovanni Pietro Berti
Giovanni Pietro Berti (* um 1590; † 1638 in Venedig) war ein venezianischer Komponist, Organist und Sänger des Barock.

## Leben
Giovanni Pietro Berti erhielt seine Ausbildung als Knabensopran am Markusdom in Venedig, später war er an der dortigen Kapelle unter Claudio Monteverdi als Tenorist mit einem Gehalt 70 Dukaten angestellt. Am 16. September 1624 erhielt er die Stelle des zweiten Organisten am Markusdom, in dieser Position blieb er bis zu seinem Tode. Sein Nachfolger wurde Francesco Cavalli.
Berti gehörte zu den Komponisten, die erstmals den Begriff „Cantada“ (Kantate) einsetzten, hiermit beschreibt er allerdings nicht die Form aus Rezitativ und Arie, wie dies 30 Jahre später üblich wurde, sondern eine Abwechslung aus gesungenen Textpassagen und instrumentalen Ritornellen.

## Werke (Auswahl)
Etwa 50 seiner Kompositionen sind heute bekannt.
- Cantade e Arie ad una voce sola con alcune a doi, commode da cantarsi nel clavicembalo chitarrone dell’Alfabetto per la chitarra spagnola. (1624)
- Cantade e Arie ad una voce sola con alcune a doi......., libro secondo (1627)
- Sowie verschiedene Motetten und Arien, die zwischen 1625 und 1634 in Sammelbänden erschienen.